# Ли Кэжань
Ли Кэжа́нь (кит. 李可染, пиньинь Lǐ Kěrǎn) (26 марта 1907, Сюйчжоуская управа, Цзянсу, империя Цин — 5 декабря 1989, Пекин, КНР) — китайский художник, в разные годы заместитель председателя Союза китайских художников, профессор Центральной академии изящных искусств, ректор НИИ китайской живописи.

## Биография
Родился 26 марта 1907 года в уезде Туншань Сюйчжоуской управы провинции Цзянсу государства Великая Цин.
Проявив интерес к живописи с детства, ещё в ранние годы начал учиться у местного пожилого художника в родном городе.
Шестнадцати лет поступил в частную Художественную школу в Шанхае.
В 22 года стал слушателем исследовательского отделения Художественного института Сиху в Ханчжоу, который окончил с отличием и получил похвалу от преподававшего там Линь Фэнмяня.
В 1943 году стал преподавать в Художественной школе в Чунцине.
В 1946 году по приглашению Сюй Бэйхуна стал преподавать в Национальной Академии Искусств. Также по рекомендации Сюй Бэйхуна начал учиться традиционным приемам китайской живописи у Ци Байши и Хуан Биньхуна.
Основным направлением работы избрал пейзаж с натуры. Много ездил по Китаю, делая зарисовки. Его девиз был: «составить летопись гор и рек Родины».
В 1949 году стал профессором Центральной академии изящных искусств и заместителем председателя Союза китайских художников.
К 80-м годам был уже признанным в Китае и за рубежом художником, в эти годы его слава достигла наибольшего расцвета.
Ушел из жизни в Пекине 5 декабря 1989 года.

## Музей Ли Кэжаня
После смерти Ли Кэжаня, в связи с тем, что он не оставил завещания, проходили различные судебные процессы для выяснения права собственности на его работы. В результате суд подтвердил передачу в дар женой Ли Кэжаня 108 работ китайской живописи, 122 каллиграфических работ, 9 эскизов и 13 акварелей для Музея Ли Кэжаня, который планируется построить в Пекине.